# Bombardier Flexity Classic
Le Flexity Classic est un tramway, produit par Bombardier Transport. Il équipe dans plusieurs villes d'Allemagne (Leipzig, Dresde, Brême, Essen et Cassel (Hesse)), de Suède (Norrköping) et de Pologne (Cracovie, Gdańsk). À la suite du rachat de Bombardier par Alstom, les rames ayant été commandées durant cette période sont livrées sous la marque Alstom et avec le modèle Flexity Swift sont désormais vendues en tant que Citadis Classic.

## Caractéristiques

### Bogies
La gamme Flexity Classic est équipée de bogies Flexx Urban 2000 (moteurs et porteurs).
| Caractéristiques techniques   | Caractéristiques techniques                                                                                |
| Modèle                        | Flexx Urban 2000 (moteur et porteur)                                                                       |
| ----------------------------- | --- |
| Écartement                    | 1 000 / 1 435 mm                                                                                           |
| Pivotant (degré)              | Oui (partiellement)                                                                                        |
| Essieux                       | - Bogie moteur : classiques - bogie porteur : coudés                                                       |
| Empattement                   | 1 800 mm                                                                                                   |
| Diamètre roues neuves (usées) | 600 mm |
| Suspensions                   | |
| Roues élastiques              | Oui |
| Suspension primaire           | Chevrons en V                                                                                              |
| Suspension secondaire         | 2 ressorts hélicoïdaux                                                                                     |
| Autres                        | Amortisseurs hydrauliques.                                                                                 |
| Liaison caisse bogie          | Traverse de charge et pivot.                                                                               |
| Motorisation                  | |
| Type                          | Bimoteur                                                                                                   |
| Agencement                    | 2 moteurs placés latéralement au centre du bogie.                                                          |
| Puissance                     | 2 × 95-125 kW                                                                                              |
| Équipement de freinage        | - Dynamique (rhéostatique et régénératif) sur les bogies moteurs uniquement; - 2 unités de frein à disque. |
| Masse                         | - Bogie moteur : 4,5 t - Bogie porteur : 3 t                                                               |
| Charge à l'essieu admise      | 9,25 t |
| Vitesse maximum               | 70 km/h |
| Illustration                  | Bogie porteur d'un tramway du réseau de Schwerin.                                                          |

## Commercialisation
| Pays      | Ville                 | Type      | Écartement | Numéros de parc           | Nombre | Année de livraison | Longueur | Largeur | Observations - Particularités                     |
| --------- | --------------------- | --------- | ---------- | ------------------------- | ------ | ------------------ | -------- | ------- | ------------------------------------------------- |
| Australie | Adélaïde              | Type 100  | 1 435 mm   | 101 à 111                 | 11     | 2005-2007          | 30,00 m  | 2,40 m  |                                                   |
| Australie | Adélaïde              | Type 100  | 1 435 mm   | 112 à 116                 | 5      | 2008               | 30,00 m  | 2,40 m  |                                                   |
| Allemagne | Brême                 | GT8N-1    | 1 435 mm   | 3101 à 3134               | 34     | 2005-2009          | 35,40 m  | 2,65 m  |                                                   |
| Allemagne | Brême                 | GT8N-1    | 1 435 mm   | 3135 à 3143               | 9      | 2010-2011          | 35,40 m  | 2,65 m  |                                                   |
| Allemagne | Cassel (Hesse)        | 8NGTW     | 1 000 mm   | 601 à 622, 631 à 640 et ? | 50     | 2001-2013          | 29,30 m  | 2,40 m  | Dernière série (après 240) en cours de production |
| Allemagne | Dessau-Roßlau         | NGT6DE    | 1 435 mm   | 301 à 310                 | 10     | 2001-2002          | 21,07 m  | 2,30 m  |                                                   |
| Allemagne | Dortmund              | NGT8      | 1 435 mm   | 1 à 47                    | 47     | 2007-2010          | 30,00 m  | 2,40 m  | 32 rames livrées en Janvier 2010                  |
| Allemagne | Tramway de Dresde     | NGT D12DD | 1 450 mm   | 2801 à 2832               | 32     | 2003–2005          | 45,09 m  | 2,30 m  |                                                   |
| Allemagne | Tramway de Dresde     | NGT D8DD  | 1 450 mm   | 2601 à 2640               | 40     | 2006–2009          | 30,04 m  | 2,30 m  |                                                   |
| Allemagne | Tramway de Dresde     | NGT D12DD | 1 450 mm   | 2833 à 2843               | 11     | 2009–2010          | 45,09 m  | 2,30 m  |                                                   |
| Allemagne | Essen                 | M8D-NF    | 1 000 mm   | 1501 à 1534               | 34     | 1999–2001          | 28,00 m  | 2,30 m  |                                                   |
| Allemagne | Francfort-sur-le-Main | S         | 1 435 mm   | 201 à 265                 | 65     | 2003–2007          | 30,00 m  | 2,40 m  |                                                   |
| Allemagne | Halle (Saxe-Anhalt)   | MGT-K     | 1 000 mm   | 661 à 690                 | 30     | 2004–2005          | 21,07 m  | 2,30 m  |                                                   |
| Allemagne | Leipzig               | NGT12-LEI | 1 458 mm   | 1201 à 1224               | 24     | 2005–2007          | 45,09 m  | 2,30 m  |                                                   |
| Allemagne | Schwerin              | SN2001    | 1 435 mm   | 801 à 830                 | 30     | 2001–2003          | 29,70 m  | 2,65 m  |                                                   |
| Pologne   | Cracovie              | NGT6      | 1 435 mm   | 2001 à 2014               | 14     | 1999–2000          | 26,00 m  | 2,40 m  |                                                   |
| Pologne   | Cracovie              | NGT6-2    | 1 435 mm   | 2015 à 2050               | 36     | 2003-2008          | 26,00 m  | 2,40 m  |                                                   |
| Pologne   | Cracovie              | NGT8      | 1 435 mm   |                           | 24     | 2011–2013          | 31,00 m  | 2,40 m  |                                                   |
| Pologne   | Gdańsk                | NGT6-2GD  | 1 435 mm   | 1005 à 1007               | 3      | 2007               | 26,00 m  | 2,40 m  |                                                   |
| Suède     | Norrköping            | M06       | 1 435 mm   | 31 à 35                   | 5      | 2006-2007          | 30,00 m  | 2,40 m  |                                                   |